# Jaguaren
Denna artikel handlar om Ulf Starks bilderbok Jaguaren. För Text & Musiks musikalbum med samma namn, se Jaguaren (musikalbum).
Jaguaren är en bilderbok skriven av Ulf Stark och illustrerad av Anna Höglund utgiven på Bonnier Carlsen Bokförlag 1987. Jaguaren belönades 1988 med Nils Holgerssonplaketten. Boken kom i nyutgåva 2008.

## Handling
Elmer är liten och obetydlig men en kväll förvandlas han. Plötsligt bli han stor och jättefarlig, han blir en jaguar. I sin nya skepnad ger sig Elmer ut och skrämmer grannens elaka hund, läxar upp en tant som drömmer om en jaguarpäls samt blir vän med katten Ellinor.

## Adaptioner
2009 gjorde Mattias Gordon en tecknad film baserad på boken. Filmen producerades av Lisbet Gabrielsson film.

### Fotnoter
1. 1 2  ”Jaguaren”. http://libris.kb.se/hitlist?d=libris&q=Ulf+Stark+Jaguaren&f=simp&spell=true&hist=true&p=1. Läst 11 januari 2013.
2. ↑  ”Tidigare pristagare”. Biblioteksföreningen. Arkiverad från originalet den 8 oktober 2015. https://web.archive.org/web/20151008025817/http://www.biblioteksforeningen.org/var-verksamhet/utmarkelser/nils-holgersson-plaketten/tidigare-pristagare/. Läst 11 januari 2013.
3. ↑  ”Jaguaren”. Svensk Filmdatabas. http://sfi.se/sv/svensk-filmdatabas/Item/?type=MOVIE&itemid=63507&ref=%2ftemplates%2fSwedishFilmSearchResult.aspx%3fid%3d1225%26epslanguage%3dsv%26searchword%3djaguaren%26type%3dMovieTitle%26match%3dBegin%26page%3d1%26prom%3dFalse. Läst 11 januari 2013.